# 업스트림 (네트워크)

컴퓨터 네트워크 기술 용어에서 업스트림(upstream)은 클라이언트나 로컬 기기(일반적으로 컴퓨터나 모바일기기)에서 서버나 원격 호스트(이하 서버)로 보내지는(전송되는) 데이터 또는 보내는 것을 의미한다.
자료(데이터)전송은 여러 형태로 전송할 수 있고 자료가 로컬 기기에서 서버로 전송되는 속도를 업스트림 전송 속도라고 한다.
업스트림은 다운스트림과 반대의 용어이다. 다운스트림은 반대로 서버에서 로컬 기기로 전송되는 데이터의 흐름을 말한다.
업스트림 트래픽은 파일을 업로드하거나 서버로 이메일을 전송하여 생성할 수 있다. 업스트림은 또한 최종 사용자의 컴퓨터에서 케이블 서비스 제공 업체로 전송되는 신호를 언급할 수 있다. 또한 업스트림 속도는 피어 투 피어 소프트웨어 사용자에게 매우 중요하다.
일반적으로 다운스트림 트래픽은 업스트림 트래픽보다 더 많은 볼륨이 있다. 비대칭 DSL 서비스는 다운스트림 속도보다 느린 업스트림 속도를 제공한다. 이것은 업스트림 트래픽에 대해 더 적은 대역폭을 예약하고 다운스트림 트래픽에 더 많은 대역폭을 제공함으로써 이루어진다.

## 인터넷 노드
인터넷 노드 용어에서는, 인터넷 백본에 더 가까운 노드는 백본에서 더 멀리 떨어져있는 노드보다 노드의 업스트림이라고한다.